# Тимирязевский район (Северо-Казахстанская область)
Тимиря́зевский район (каз. Тимирязев ауданы́) — район в Северо-Казахстанской области Казахстана. Административный центр — село Тимирязево.

## История
Тимирязевский сельский район с районным центром Сулы образован Указом Президиума Верховного Совета Казахской ССР от 2 января 1963 года.
Ранее в состав Тимирязевского района Северо-Казахстанской области были переданы сельсоветы: Мичуринский и Хмельницкий из состава Пресногорьковского района Кустанайской области; Аксуатский, Досский, Интернациональный, Ишимский, Комсомольский, Москворецкий и Целинный из состава Октябрьского района Северо-Казахстанской области; Северный из состава Пресновского района Северо-Казахстанской области; Ленинский и Мичуринский из состава Рузаевского района Кокчетавской области.

## Население
По состоянию на 1 января 2011 года население района составило 13 542 жителя, в том числе: казахи — 5800 чел. (43 %), русские — 5600 чел. (41,5 %), украинцы — 1200 чел. (9,0 %), поляки — 300 чел. (2,2 %), немцы — 200 чел. (1,4 %), татары — 200 чел. (1,4 %), белорусы — 100 чел. (0,7 %) и др. — 100 чел. (0,7 %).
Национальный состав на начало 2019 года:
- казахи — 4162 чел. (36,86 %)
- русские — 5132 чел. (45,46 %)
- украинцы — 616 чел. (5,46 %)
- белорусы — 193 чел. (1,71 %)
- татары — 206 чел. (1,82 %)
- немцы — 292 чел. (2,59 %)
- азербайджанцы — 192 чел. (1,70 %)
- поляки — 53 чел. (0,47 %)
- башкиры — 61 чел. (0,54 %)
- чуваши — 57 чел. (0,50 %)
- литовцы — 45 чел. (0,40 %)
- другие — 281 чел. (2,49 %)
- Всего — 11 290 чел. (100,00 %)

## Административно-территориальное деление
Административно-территориальное деление района:
| Сельский округ/город             | Население, чел. (2009) | Населённые пункты                          |
| -------------------------------- | ---------------------- | ------------------------------------------ |
| Акжанский сельский округ         | 511                    | село Акжан, село Приозерное                |
| Аксуатский сельский округ        | 1099                   | село Аксуат                                |
| Белоградовский сельский округ    | 442                    | село Белоградовка, село Аксу               |
| Дзержинский сельский округ       | 339                    | село Дзержинское                           |
| Дмитриевский сельский округ      | 1410                   | село Дмитриевка, село Жаркен, село Интымак |
| Докучаевский сельский округ      | 811                    | село Докучаево, село Северное              |
| Есильский сельский округ         | 374                    | село Есиль, село Нарынгуль                 |
| Интернациональный сельский округ | 372                    | село Дружба                                |
| Комсомольский сельский округ     | 567                    | село Комсомольское, село Первомайское      |
| Ленинский сельский округ         | 477                    | село Ленинское                             |
| Мичуринский сельский округ       | 541                    | село Мичурино                              |
| Москворецкий сельский округ      | 682                    | село Москворецкое                          |
| Куртайский сельский округ        | 560                    | село Степное, село Куртай                  |
| Тимирязевский сельский округ     | 4601                   | село Тимирязево, село Рассвет              |
| Хмельницкий сельский округ       | 576                    | село Хмельницкое                           |
| Целинный сельский округ          | 332                    | село Целинное                              |